# Tegula corteziana
Tegula corteziana är en snäckart som beskrevs av Mclean 1970. Tegula corteziana ingår i släktet Tegula och familjen pärlemorsnäckor. Inga underarter finns listade i Catalogue of Life.